# Non Stop People
 (janvier 2017).
Si vous disposez d'ouvrages ou d'articles de référence ou si vous connaissez des sites web de qualité traitant du thème abordé ici, merci de compléter l'article en donnant les références utiles à sa vérifiabilité et en les liant à la section « Notes et références ».
Non Stop People est une chaîne de télévision française d'information consacrée à l'actualité des célébrités ayant émis entre 2012 et 2021.

## Histoire
Lancée le 19 novembre 2012 par Hugues Dangy, Non Stop People est la première chaîne d'information en Europe consacrée à l'actualité des célébrités. Non Stop People propose des JT d'information et plus de 6h d'émissions quotidiennes en direct : Le Good Morning People, Morandini Live, Non Stop Info, Le Debrief et Non Stop Soir.
La chaîne est disponible en linéaire et en replay dans les Offres Canal (#46), sur MyCanal ainsi que dans l’offre TV by Canal chez Free et l’offre Famille by Canal chez Orange.
Certains de ses contenus sont reformatés pour être rediffusés sur son site internet.
Non Stop People est une société du groupe Banijay, leader mondial dans la production de programmes pour la télévision.
L'arrêt définitif de la chaîne est annoncé aux salariés en juin 2021 pour septembre 2021. Finalement, l'arrêt définitif de la chaîne a lieu le 17 novembre 2021,.

## Développement international

### Espagne
Le 9 juin 2015, la chaîne Non Stop People est lancée en version espagnole en Espagne, en exclusivité sur Movistar TV, propriété du groupe Telefonica.
La chaîne est alors dirigée par José Manuel Lorenzo, président de la filiale espagnole du groupe Banijay et ancien directeur général de Canal+ Espagne, tandis que l'équipe éditoriale est supervisée par Antonio San José, ancien directeur de la rédaction de CNN+ et de Canal+.[réf. nécessaire]
Le 30 avril 2018, Non Stop People Espagne arrête sa diffusion.

## Présentateurs

### Grille des programmes
Du lundi au jeudi 
- Good Morning people, 6h-10h
- Morandini live, 10h-12h
- Non stop info, 12h-15h
- Le debrief, 15h-18h
- Non stop soir, 18h-0h
- Non stop nuit, 0h-6h